# Кварта, Массимо
Массимо Кварта (итал. Massimo Quarta; род. 1965) — итальянский скрипач, дирижёр, профессор Высшей школы музыки в Лугано. Лауреат первой премии международного конкурса скрипачей имени Паганини (1991). 

## Биография
Массимо Кварта родился в 1965 году. Музыкальное образование он получил обучаясь в Национальной академии «Санта-Чечилия» в Риме. Учился у Беатриче Антониони. Его педагогами также являлись Руджеро Риччи, Сальваторе Аккардо, Абрам Штерн и Павел Верников. 
После серии больших побед на национальных музыкальных конкурсах, таких как «Città di Vittorio Veneto» в 1986 году и «Opera Prima Philips» в 1989 году, итальянского скрипача высоко отметило международное сообщество. В 1991 году Массимо стал лауреатом первой премии на конкурсе скрипачей имени Никколо Паганини, который проходил в Генуе. После такого успеха, карьера Кварта стала международной, популярность росла, а его мастерство привлекло внимание многих слушателей.  
За свою творческую карьеру скрипач из Италии выступал с концертами на многих крупнейших площадках мира. Его исполнение слушали в концертных залах Парижа, Мюнхена, Берлина, Амстердама, Москвы, Милана. Известные дирижёры, такие как Юрий Темирканов, Кристиан Тилеман, Дэниэл Хардинг, Мюнг-Вун Чунг, Даниэле Гатти, Альдо Чеккато, Дмитрий Юровский, Казуши Оно, Владимир Юровский, Даниэль Орен сопровождали его в выступлениях. Массимо встречали на многих известных музыкальных международных фестивалях, проводимых в Сарасоте, Любляне, Потсдаме, Братиславе, Неаполе, Сполето, Лионе и других городах Европы и мира.
В последнее время Массимо Кварта совершенствует своё мастерство дирижёра, выступает с Королевским филармоническим оркестром, Берлинским симфоническим оркестром, Нидерландским симфоническим оркестром, Филармоническим оркестром Малаги, Оркестром театра «Карло Феличе», Швейцарским симфоническим оркестром и другими известными коллективами. 
Как дирижер Кварта с Королевским филармоническим оркестром произвёл запись Концерта Моцарта для двух и для трех фортепиано с оркестром, а также Фортепианные рондо Моцарта. Как солист и дирижер с Гайдновским оркестром осуществил запись Концертов № 4 и № 5 Анри Вьетана. Звукозаписывающая компания «Dynamic» выпустила эти диски. 
Массимо Кварта является лауреатом международной премии «Foyer Des Artistes», обладателем почетного международного приза «Gino Tani». Кроме того, скрипач - профессор Высшей школы музыки в Лугано.

## Дискография
- 1991 - Первая работа Филипса (Пуньяни, Паганини, Шуман, Сарасате, Равель, Донатони) / Массимо Кварта, Джованни Беллуччи. Philips Classics;
- 1999 - Паганини: Сочинения для скрипки / Массимо Кварта, Стефания Редаелли. Динамический;
- 2000 - Паганини: Играл на скрипке Паганини, Том 1 / Массимо Кварта, Оркестр театра Карло Феличе в Генуе. Динамический;
- 2001 - Вивальди: Времена года; Буря на море; Удовольствие / Массимо Кварта, Константин Орбелян, Московский камерный оркестр. Делос;
- 2002 - Паганини: Сыграл на скрипке Паганини, т. 2. Динамический;
- 2003 - Паганини: Сыграл на скрипке Паганини, т. 3. Динамический;
- 2003 - Паганини: Неопубликованное Adagio / Massimo Quarta, оркестр театра Карло Феличе в Генуе. Динамический;
- 2005 - Паганини: 6 скрипичных концертов - Неопубликованный Адаго (набор из 4 компакт-дисков) / Массимо Кварта, оркестр Генуэзского театра Карло Феличе. Динамический;
- 2005 - Паганини: 24 каприса для скрипки соло. Чандос;
- 2011 - Vieuxtemps: Концерты для скрипки №№. 4 и 5 / Массимо Кварта, оркестр Больцано-Тренто Гайдна. Динамический.